# Чемпіонат світу з боксу 2001
Чемпіонат світу з боксу 2001 відбувався 3 - 10 червня 2001 року в місті Белфаст в Північній Ірландії.
Україну представляли: Володимир Сидоренко, Сергій Данильченко, Євген Кибалюк, Володимир Колесник, Юрій Золотов, Віктор Поляков, Дмитро Новицький, Олег Машкін, Віктор Перун, В'ячеслав Узелков, Мазікін Олексій.

## Результати

### Медалісти
| Вагова категорія                   | Золото               | Срібло              | Бронза                                 |
| Перша найлегша вага (-48 кг)       | Ян Бартелемі         | Мар'ян Веліцу       | Рональд Сайлер Гаррі Танамор           |
| Найлегша вага (-51 кг)             | Жером Тома           | Володимир Сидоренко | Александр Александров Георгій Балакшин |
| Легша вага (-54 кг)                | Гільєрмо Рігондо     | Агасі Агагюль-огли  | Сергій Данильченко Еліо Рохас          |
| Напівлегка вага (-57 кг)           | Рамаз Паліані        | Галіб Жафаров       | Маджид Джелилі Йоні Турунен            |
| Легка вага (-60 кг)                | Маріо Кінделан       | Володимир Колесник  | Олександр Малетін Філіп Палич          |
| Перша напівсередня вага (-63.5 кг) | Діогенес Луна        | Димитр Щилянов      | Віллі Блен Юрій Золотов                |
| Напівсередня вага (-67 кг)         | Лоренсо Арагон       | Ентоні Томпсон      | Шерзод Хусанов Джеймс Мур              |
| Перша середня вага (-71 кг)        | Даміан Остін         | Мар'ян Сіміон       | Чиро ді Корсія Бюлент Улусой           |
| Середня вага (-75 кг)              | Андрій Гоголєв       | Уткірбек Хайдаров   | Йорданіс Деспан Карл Фроч              |
| Напівважка вага (-81 кг)           | Євген Макаренко      | Віктор Перун        | Жон Дові Клаудіо Ришко                 |
| Важка вага (-91 кг)                | Одланьєр Соліс Фонте | Девід Хей           | Султан Ібрагімов В'ячеслав Узєлков     |
| Надважка вага (+91 кг)             | Руслан Чагаєв        | Мазікін Олексій     | Віталій Бут Педро Карріон              |

### Медальний залік
| Місце | Держава                  |    |    |    | Разом |
| ----- | ------------------------ | -- | -- | -- | ----- |
| 1     | Куба                     | 7  | 0  | 2  | 9     |
| 2     | Росія                    | 2  | 0  | 3  | 5     |
| 3     | Туреччина                | 1  | 1  | 1  | 3     |
| 3     | Узбекистан               | 1  | 1  | 1  | 3     |
| 5     | Франція                  | 1  | 0  | 2  | 3     |
| 6     | Україна                  | 0  | 4  | 3  | 7     |
| 7     | Румунія                  | 0  | 2  | 1  | 3     |
| 8     | Болгарія                 | 0  | 1  | 1  | 2     |
| 8     | США                      | 0  | 1  | 1  | 2     |
| 8     | Англія                   | 0  | 1  | 1  | 2     |
| 11    | Казахстан                | 0  | 1  | 0  | 1     |
| 12    | Німеччина                | 0  | 0  | 1  | 1     |
| 12    | Хорватія                 | 0  | 0  | 1  | 1     |
| 12    | Філіппіни                | 0  | 0  | 1  | 1     |
| 12    | Фінляндія                | 0  | 0  | 1  | 1     |
| 12    | Ірландія                 | 0  | 0  | 1  | 1     |
| 12    | Італія                   | 0  | 0  | 1  | 1     |
| 12    | Домініканська Республіка | 0  | 0  | 1  | 1     |
| 12    | Швеція                   | 0  | 0  | 1  | 1     |
| Разом | 19 держав                | 12 | 12 | 24 | 48    |